# Ranko Popović
Ranko Popović est un footballeur serbe né le 26 juin 1967 à Peć. Il évoluait au poste de défenseur. Après sa carrière de joueur, il se reconvertit comme entraîneur.

## Biographie

### Carrière de joueur
Ranko Popović joue en Yougoslavie, en Grèce, en Espagne et en Autriche.
Il dispute 16 matchs en deuxième division espagnole avec l'équipe d'Almería, sans inscrire de but. Il joue également 74 matchs en première division autrichienne, marquant neuf buts.
Au sein des compétitions européennes, il joue 15 matchs en Ligue des champions, et trois en Coupe des Coupes.

### Carrière d'entraîneur
Il entraîne différents clubs en Europe et en Asie.

## Palmarès
- Vainqueur de la Coupe de la Ligue thaïlandaise en 2016 avec Buriram United
- Vainqueur du championnat du Mékong des clubs en 2016 avec Buriram United